# 吳旭輝
吳旭輝（1939年—2013年8月8日），外號雞蛋仔伯伯，香港流動小販，以賣炭燒雞蛋仔著名。其雞蛋仔攤檔曾於2009年獲食評網站開飯喇選為「大坑Top10人氣食店」，又在2010年獲選為「12月份好評餐廳十強」。
吳旭輝早年從中国大陆來港，育有兩子一女，但妻兒住在廣東陸豐，而他本人則住在信德街一間木屋。吳旭輝創辦的工廠倒閉後轉行賣雞蛋仔，就此一直在大坑銅鑼灣道以木頭車售賣炭爐雞蛋仔30年。2011年時，多次被食物環境衞生署檢控以無牌經營，大坑市民不滿小販管理隊對其檢控，紛紛圍觀聲援，其後事件報導引起香港各界關注，使部份網民發起Facebook群組支持他。
吳旭輝伯伯曾表示拒絕領取綜援，但社會福利署指控他有領取綜援，涉嫌未有申報。
2013年8月中，雞蛋仔伯伯因癌症惡化去世，終年74歲。